# Trans Australia Airlines
Trans Australia Airlines (TAA), rebautizada como Australian Airlines en 1986, fue una de las dos principales aerolíneas nacionales australianas entre su creación en 1946 y su fusión con Qantas en septiembre de 1992. Como resultado del proyecto "COBRA" (o Common Branding) , toda la aerolínea pasó a llamarse Qantas aproximadamente un año después, con boletos que decían en letra pequeña "Australian Airlines Limited operando como Qantas Airways Limited" hasta la adopción de un único Certificado de Operador Aéreo unos años más tarde. En ese momento, toda la aerolínea pasó a llamarse oficialmente "Qantas Airways Limited", continuando con el nombre y la librea de la empresa matriz, con el único cambio de nombre de "The Spirit of Australia" a "The Australian Airline" bajo el línea de ventana con el título existente "Qantas" que aparece arriba.
Durante su período como TAA, la empresa jugó un papel importante en el desarrollo de la industria del transporte aéreo nacional en Australia. El establecimiento de TAA rompió el monopolio del transporte aéreo nacional de Australian National Airways (ANA) a finales de la década de 1940 y se hizo cargo de la red aérea de Queensland de manos de Qantas. También fue en ese momento que TAA apoyó a Flying Doctor Services de Australia proporcionando aviones, pilotos e ingenieros para garantizar que cada emergencia fuera respondida rápidamente. Qantas también jugó un papel decisivo en la formación del Flying Doctor Service.
La sede de la aerolínea estaba ubicada en Melbourne. En 1954, TAA se convirtió en la primera aerolínea fuera de Europa en introducir el Vickers Viscount, y en 1981 presentó el Airbus A300, el primer avión de fuselaje ancho adquirido por una aerolínea nacional australiana, lo que proporcionó a TAA una clara ventaja sobre un importante competidor, Ansett, que había comprado en su lugar el Boeing 767-200, recibió el modelo aproximadamente un año después. Irónicamente, aunque los A300 se pintaron inicialmente con los colores completos de Qantas, fueron eliminados a los pocos años y fueron reemplazados por los 767-200ER y 767-300ER de Qantas anteriormente operados internacionalmente y luego complementados por siete ex-British Airways 767-300ER.
Qantas revivió la marca Australian Airlines entre 2002 y 2006 para atender el mercado de ocio de bajo costo de visitantes hacia y desde Australia, pero utilizando un modelo de servicio completo, operando Boeing 767-338ER, aunque la librea utilizada no era la misma que la utilizada por la anterior operación doméstica.

## Historia

### Trasfondo
Hasta la Segunda Guerra Mundial, Australia había sido uno de los principales centros de aviación del mundo. Con su pequeña población de unos siete millones, Australia ocupaba el sexto lugar en el mundo en cuanto a kilometraje aéreo regular, tenía 16 aerolíneas, estaba creciendo al doble del promedio mundial y había producido varios pioneros prominentes de la aviación, entre ellos Lawrence Hargrave, Harry Hawker, Bert Hinkler, Lawrence Wackett, el reverendo John Flynn, Sidney Cotton, Keith Virtue y Charles Kingsford Smith. Los gobiernos de ambos partidos políticos, muy conscientes de las inmensas extensiones de desierto inhabitable que separaban las pequeñas regiones productivas de Australia, consideraban el transporte aéreo como una cuestión de importancia nacional (al igual que los gobiernos de otras naciones geográficamente grandes, como la Unión Soviética y Estados Unidos). En palabras del Director General de Aviación Civil A. B. Corbett:

Una nación que se niega a utilizar los vuelos en su vida nacional debe ser hoy necesariamente una nación atrasada e indefensa.

Se fomentó el transporte aéreo tanto con subvenciones directas como con contratos de correo. Inmediatamente antes del inicio de la guerra, más de la mitad de todos los kilómetros de pasajeros y mercancías de las aerolíneas estaban subvencionados.
Sin embargo, después de 1939 y especialmente después de la invasión japonesa de las islas del norte en 1941, la aviación civil fue sacrificada a las necesidades militares. Al final de la guerra, sólo quedaban nueve aerolíneas nacionales, ocho empresas regionales más pequeñas y Australian National Airways (ANA), un conglomerado propiedad de intereses navieros británicos y australianos que tenía un monopolio virtual en las principales rutas troncales y recibía 85% de todos los subsidios gubernamentales al transporte aéreo.
La opinión del gobierno de Chifley fue resumida por el ministro del Aire, Arthur Drakeford:

¿Dónde están los grandes pioneros de la aviación?… Descubrimos que una a una las pequeñas empresas pioneras van desapareciendo del registro. Es el inevitable proceso de absorción por parte de un monopolio.

El gobierno creía que el transporte aéreo era principalmente un servicio público, como los hospitales, los ferrocarriles o el correo. Si iba a haber un monopolio, entonces debería ser propiedad del público y trabajar en interés público.
En agosto de 1945, dos días después del final de la Segunda Guerra Mundial, el parlamento australiano aprobó el Proyecto de Ley de Vías Aéreas Nacionales de Australia, que creó la Comisión de Vías Aéreas Nacionales de Australia (ANAC) y le encargó la tarea de reconstruir la industria del transporte aéreo del país. De acuerdo con las tendencias socialistas del gobierno laborista, el proyecto de ley declaraba que las licencias de los operadores privados caducarían para aquellas rutas que fueran atendidas adecuadamente por la aerolínea nacional. A partir de ese momento, parecía que el transporte aéreo en Australia sería un monopolio gubernamental. Sin embargo, una impugnación legal, respaldada por la oposición liberal y los intereses empresariales en general, tuvo éxito y en diciembre de 1945, el Tribunal Supremo de Australia dictaminó que la Commonwealth no tenía el poder de impedir la emisión de licencias de líneas aéreas a empresas privadas. El gobierno podría crear una aerolínea si lo deseara, pero no podría legislar un monopolio. Gran parte de la prensa se opuso firmemente a la creación de una red aérea pública, considerándola una forma de socialización furtiva.

### Inicios
Con el proyecto de ley enmendado adecuadamente para eliminar las disposiciones de monopolio, en febrero de 1946 se creó la Comisión Nacional Australiana de Vías Aéreas. Los propios comisionados eran personas destacadas y de alto rendimiento, entre ellas el director general de aviación civil, el subdirector, una luminaria del Partido Laborista y exmiembro de la junta directiva del Commonwealth Bank, director general de Correos y Telégrafos y subsecretario del Tesoro. La comisión estaría presidida por Arthur Coles.
Coles era uno de los hombres más ricos de Australia y cofundador del Grupo Coles. En ese momento, Coles se había retirado de la gestión activa de la empresa familiar. Era "un gran creyente en la competencia por los negocios" y no habría aceptado el puesto de Presidente de la ANAC si se hubiera mantenido la disposición sobre el monopolio.
La Comisión decidió el nombre "Trans-Australia Airlines", solicitó al Tesoro un anticipo preliminar de 10.000 libras esterlinas y se dedicó a hacer planes, contratar personal y comprar equipos. Reg Ansett, propietario de la pequeña compañía victoriana Ansett Australia, se apresuró a ofrecer que la nueva aerolínea tuviera un buen comienzo vendiendo toda su operación a la ANAC como empresa en funcionamiento, incluidos, si lo deseaba, sus propios servicios como agente administrativo. La Comisión decidió que el precio de venta era optimista y Ansett rechazó una contraoferta más modesta.
Hubo una considerable correspondencia entre la Comisión e Ivan Holyman, presidente de ANA, con miras a contratar a Holyman como director general de TAA con un salario principesco de 10.000 libras esterlinas al año y, cuando se rechazó esa oferta, comprar la empresa casi monopolística. aerolínea directamente. Holyman no estaba dispuesto a vender ni a trabajar para un organismo de propiedad estatal, pero estaba interesado en crear una "sociedad compuesta", propuesta cuyos detalles no estaban claros.
Finalmente, la ANAC procedió con el plan original: construir una aerolínea desde cero. Una de las primeras personas contratadas fue Lester Brain, entonces director de operaciones de Qantas. Brain tenía 22 años de experiencia pionera en aviación a sus espaldas y era considerado el hombre detrás de la reputación de excelencia técnica de Qantas. Solicitó el puesto anunciado de Gerente de Operaciones de TAA, pero, para su sorpresa y deleite, le ofrecieron un nombramiento como Gerente General, aunque por 3.000£ al año, no las 10.000£ que le habían ofrecido a Holyman.

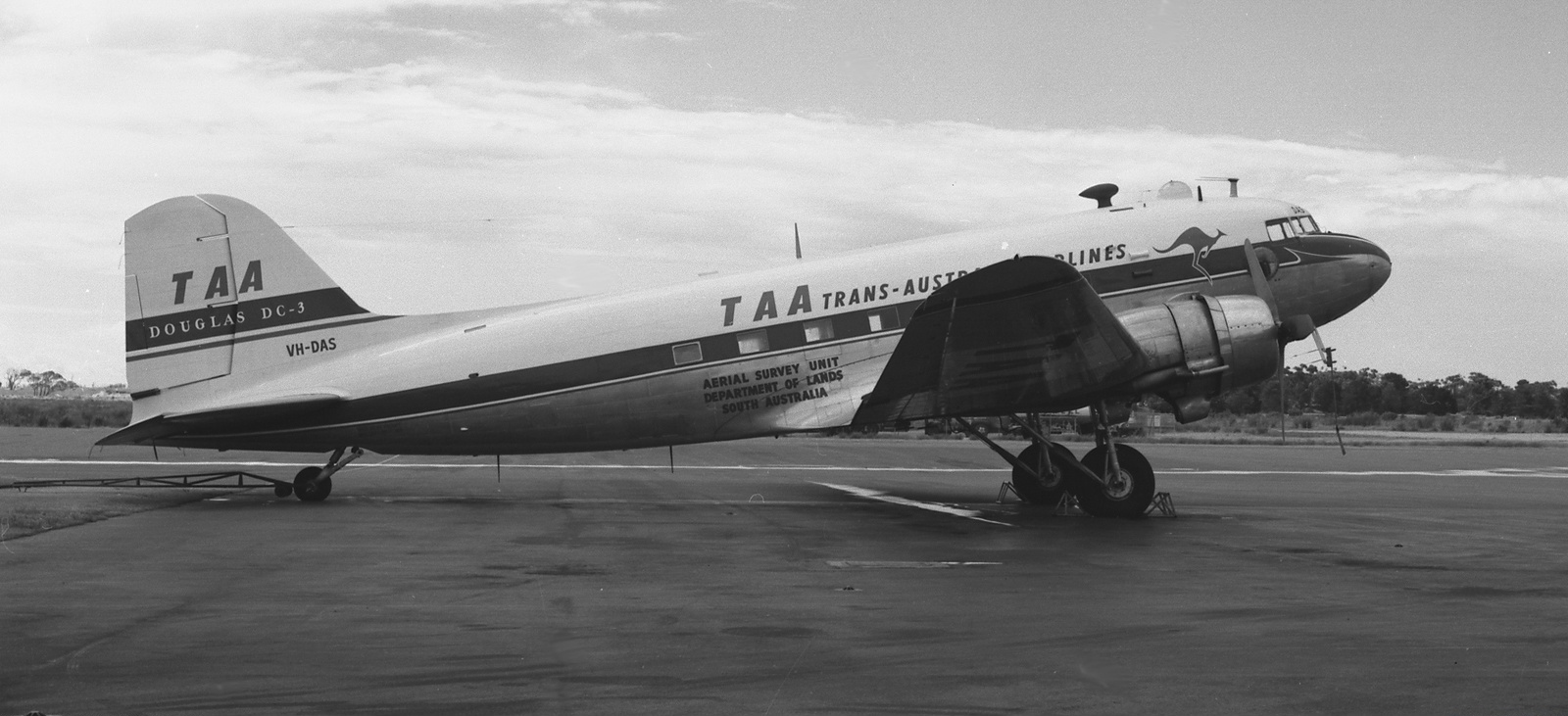
Douglas DC-3 de TAA en el aeropuerto internacional de Adelaida (c. 1960-65)

TAA adquirió sus dos primeros aviones a mediados de junio de 1946, ambos Douglas DC-3. En los próximos meses se añadirían una docena más de DC-3, todos ellos antiguos aviones de la Real Fuerza Aérea Australiana comprados originalmente por el Gobierno australiano en régimen de préstamo y arrendamiento. En julio, el Tesoro liberó £350.000 para permitir que TAA ordenara cuatro Douglas DC-4 más grandes y modernos en los Estados Unidos, y Brain nombró a Aubrey Koch (de Qantas) como piloto senior del DC4 Skymaster y a John Watkins como director técnico. Watkins se convertiría en una de las figuras clave del éxito de TAA. Su primera tarea fue viajar a los Estados Unidos para aceptar la entrega de los DC-4. Más tarde escribió:

Para mi total asombro, Arthur Coles, después de la esperada charla sobre la asignación del DC-4, dijo que confiaba en mí para descubrir qué nuevos equipos se estaban desarrollando que nos permitirían ofrecer a nuestros pasajeros un mejor producto que nuestro rival establecido, a un precio competitivo.

Era típico de Arthur Coles, que no sabía nada de aviones, razonar que un equipo de calidad sería vital, y luego seleccionar al mejor hombre para la tarea de encontrarlo y estar preparado para respaldar su juicio.
En este punto, las consideraciones políticas volvieron a pasar a primer plano. TAA planeaba iniciar servicios regulares el 7 de octubre, pero había elecciones federales programadas para el 28 de septiembre. El Primer Ministro británico en tiempos de guerra, Winston Churchill, había sido enormemente popular durante los momentos más oscuros, pero fue expulsado en la primera oportunidad de la posguerra. No había ninguna certeza de que el gobierno de Ben Chifley no fuera tratado de la misma manera y la oposición se oponía a la propiedad gubernamental. Coles se dirigió a la Comisión en una reunión el 2 de septiembre de 1946.

Señores, el Gobierno quiere que iniciemos los servicios lo antes posible. El 28 de septiembre habrá elecciones federales. Si para entonces no tenemos una aerolínea en funcionamiento y el Partido Laborista pierde las elecciones, no habrá aerolínea. Nos quedaremos sin trabajo. ¿Alguna sugerencia?

Después de algunas discusiones, se acordó que la aerolínea no estaba lista. Tenía nombre, algunos pilotos excelentes y algunos aviones, pero no tenía instalaciones en tierra, ni personal de ventas, ni documentación, ni siquiera billetes. Con mucho esfuerzo debería ser posible llegar a la fecha prevista de inicio del 7 de octubre. Una vez completada la discusión, Coles dijo:

Tengo noticias para ti. Empezamos el próximo lunes.

Después de una semana de esfuerzos frenéticos para contratar personal, pedir prestado un cobertizo de hojalata en la base de la RAAF en Laverton porque el aeropuerto de Essendon se había convertido en barro por las fuertes lluvias, crear manuales de operaciones, manifiestos de pasajeros, boletos y hojas de carga, e incluso fabricar escalones para pasajeros y equipaje. carros porque no había tiempo para comprarlos de la forma habitual: los capitanes Hepburn y Nickels despegaron de Laverton a las 5:45 a. m. con destino a Sídney. El primer vuelo programado de TAA llevaba una carga completa de VIP y sólo un pasajero que pagaba.

### Expansión rápida

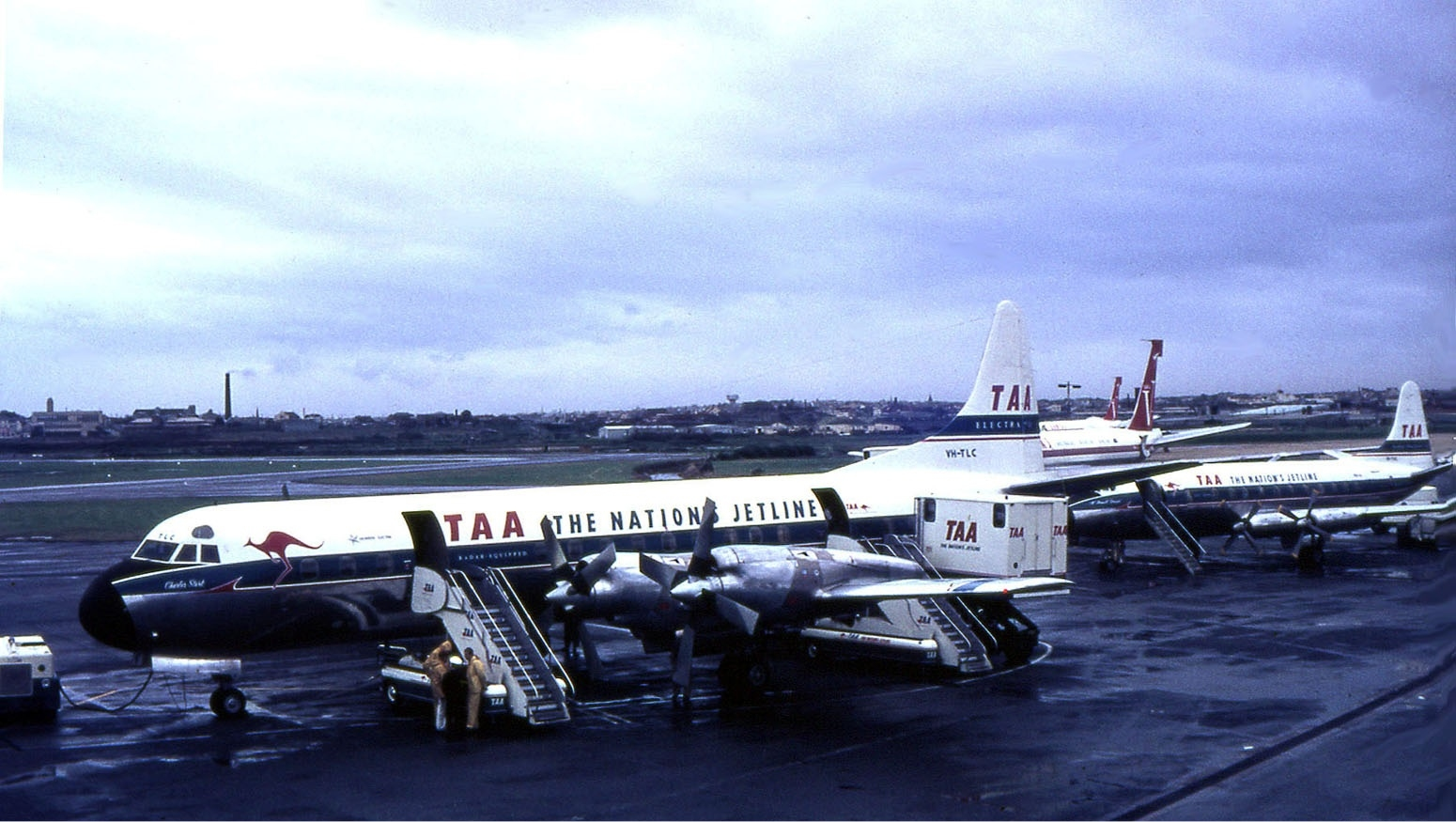
Lockheed L-188 Electra en el aeropuerto internacional Kingsford Smith de Sídney (1967)

Los años siguientes propiciaron un crecimiento masivo para la nueva aerolínea. A medida que la austeridad de la posguerra dio paso a una era más próspera, los australianos pudieron viajar en avión en cantidades cada vez mayores.
Gran parte del crecimiento de la aviación nacional en las décadas de 1950, 1960 y 1970 estuvo dominado por la rivalidad entre la empresa privada Ansett-ANA y la TAA, respaldada por el gobierno. Un factor importante en el éxito de la aerolínea gubernamental fue la acertada elección del avión. Después de utilizar inicialmente el venerable y fácilmente disponible Douglas DC-3, TAA pudo adquirir el revolucionario Convair 240 presurizado. Popular entre el público viajero debido a su capacidad de volar por encima de gran parte del clima, fue realmente este avión el que estableció el liderazgo de la aerolínea: reputación de excelencia y confiabilidad del servicio.

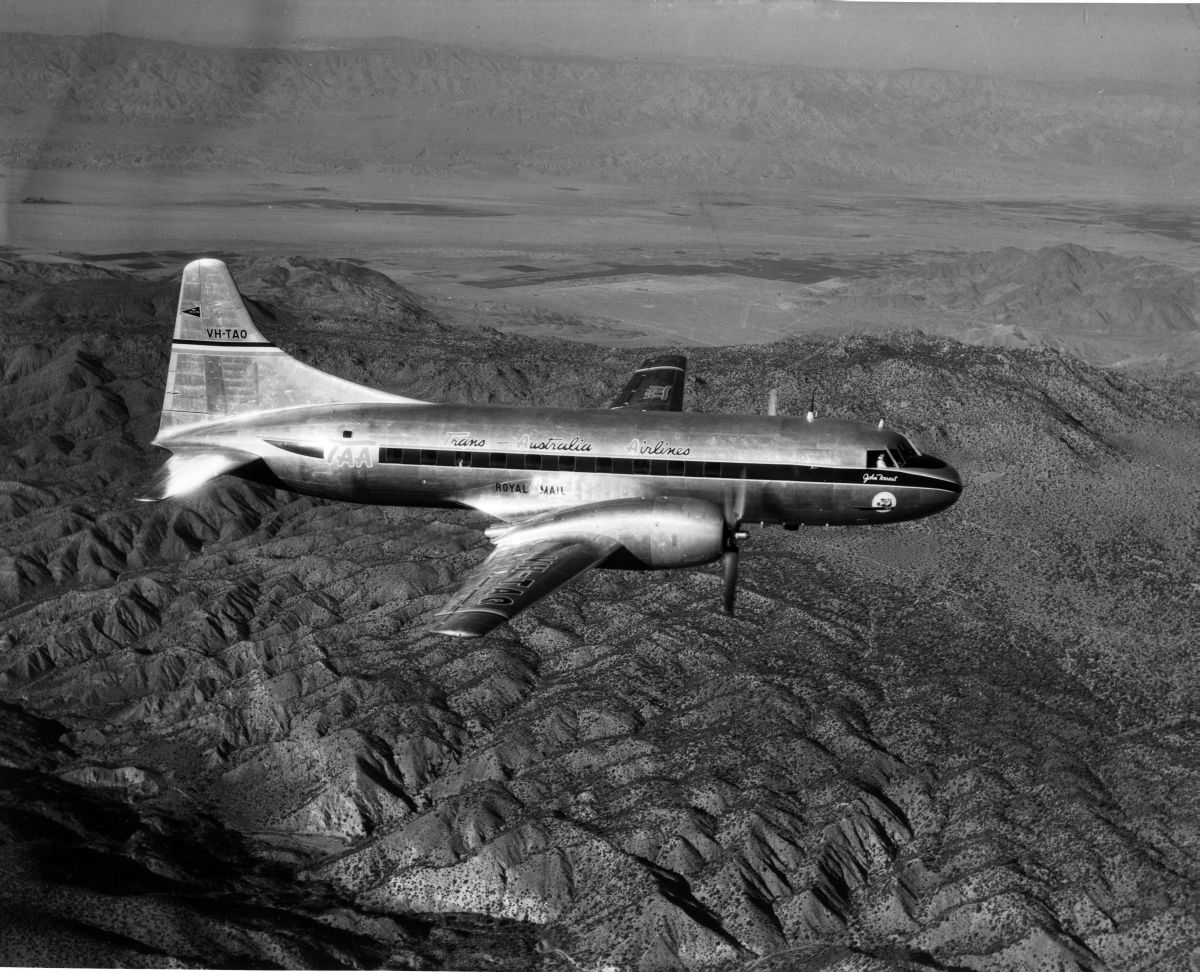
Convair CV-240 de TAA

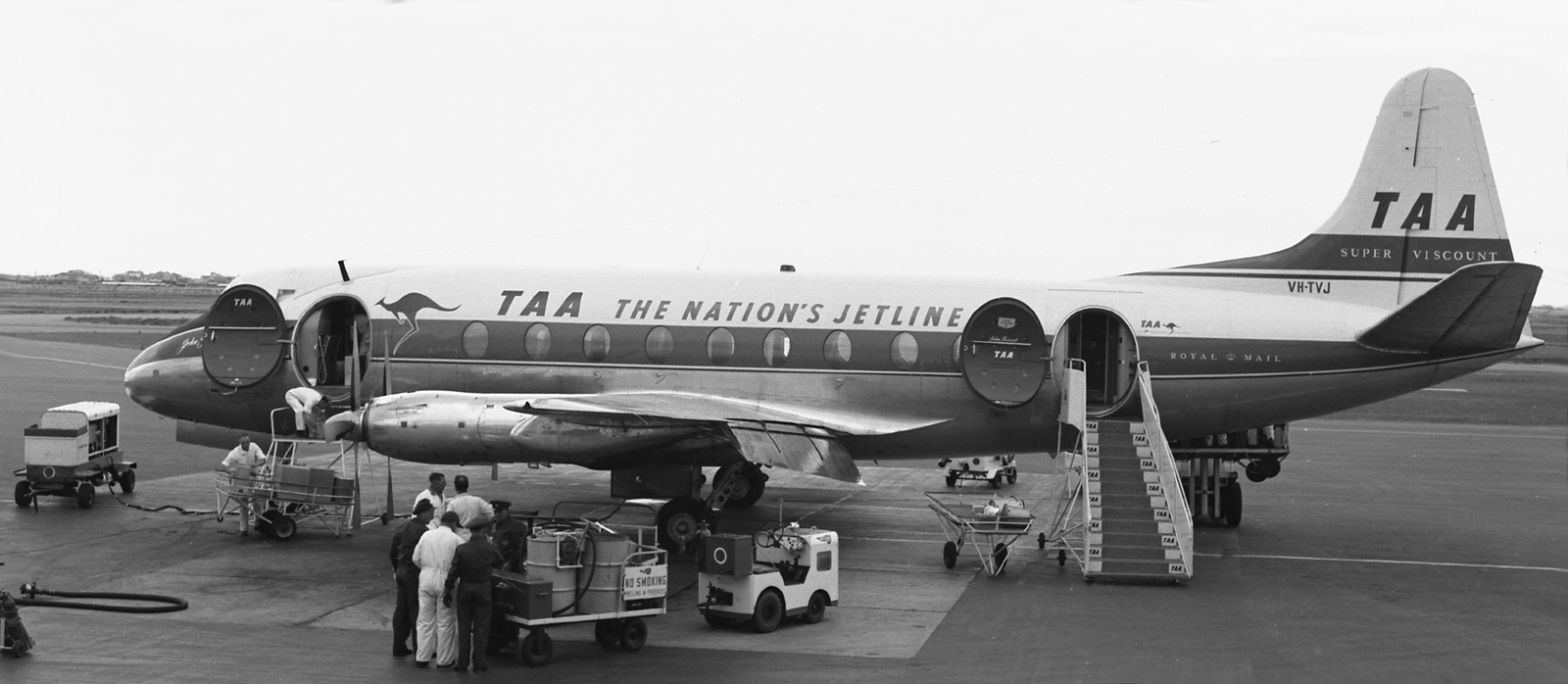
Vickers Viscount de TAA en el aeropuerto internacional de Adelaida (c. 1960-1965)

Los servicios a la costa este se ampliaron continuamente y TAA pronto se ganó el título de verdadera aerolínea "transaustraliana" con servicios a Perth, en la costa oeste del continente, utilizando aviones Douglas DC-4. Los aviones turbohélice Vickers Viscount se introdujeron en la década de 1950 y nuevamente demostraron ser inmensamente populares debido a su marcha suave y sin vibraciones.
Aunque era propiedad del gobierno, el gobierno conservador liberal de la década de 1950 tenía una inclinación filosófica hacia las necesidades de la empresa privada Ansett y, como resultado, los requisitos de TAA se vieron afectados. Se introdujo la controvertida Política de Dos Aerolíneas y, de hecho, limitó seriamente las oportunidades de crecimiento y expansión de las aerolíneas sin la aprobación del gobierno.
El número y los horarios de los vuelos estaban estrictamente controlados, y TAA y Ansett-ANA invariablemente tenían vuelos que salían de los aeropuertos con destino al mismo destino exactamente al mismo tiempo y con exactamente el mismo equipo. La política era tan estricta que incluso aviones idénticos recién comprados (uno de cada aerolínea) debían en sus vuelos de entrega ingresar al espacio aéreo australiano exactamente al mismo tiempo.

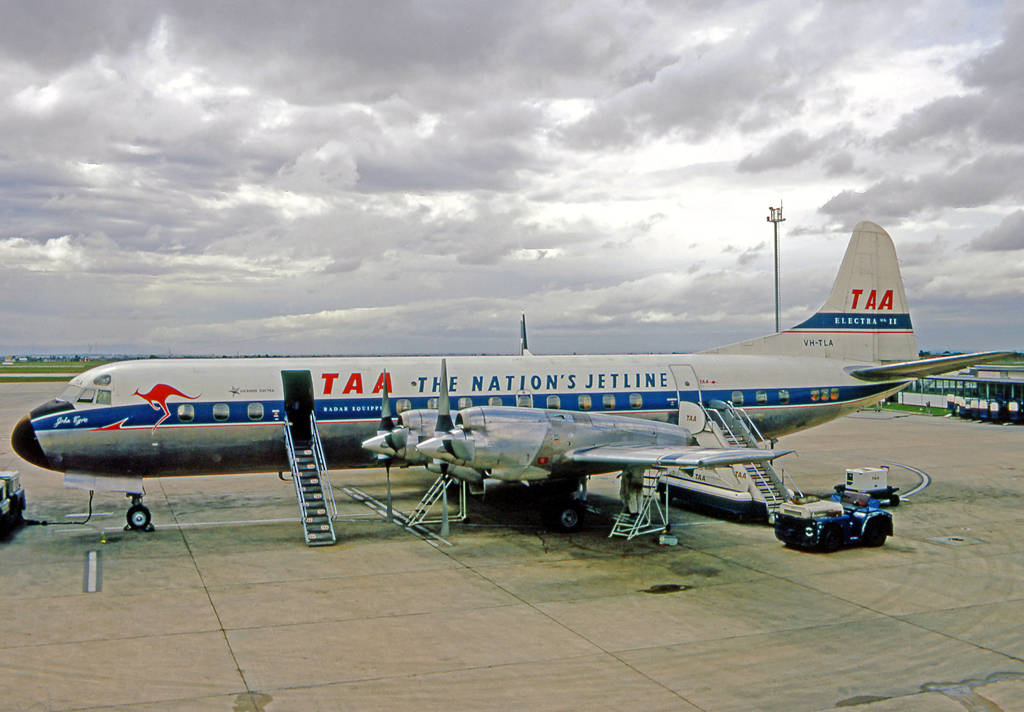
Lockheed L-188 Electra en el aeropuerto de Essendon (1971)

La actitud benévola del gobierno conservador hacia Ansett se personificó en la década de 1950 cuando obligó a TAA a cambiar varios de sus populares aviones turbohélice Viscount a Ansett-ANA a cambio de Douglas DC-6 con motor de pistón, más lentos y antiguos. En otro caso, TAA había planeado reequiparse con el revolucionario Sud Aviation Caravelle puro jet, pero como Ansett consideró que esto era demasiado avanzado en ese momento para sus propias necesidades, ambas aerolíneas se vieron obligadas a comprar la preferencia de Ansett: el turbo menos avanzado Lockheed L-188 Electra. 

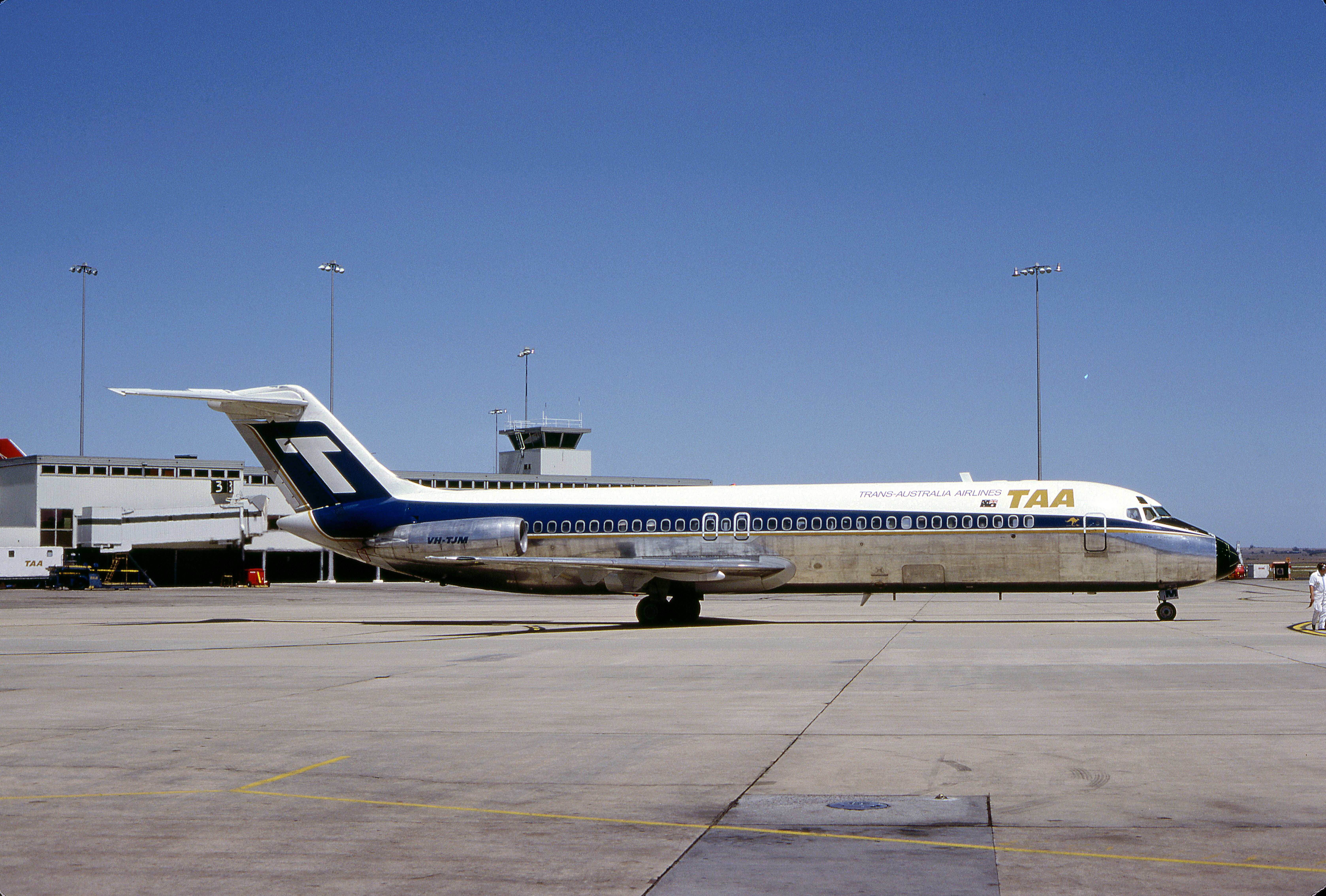
Douglas DC-9 en el aeropuerto internacional Tullamarine de Melbourne (1978)

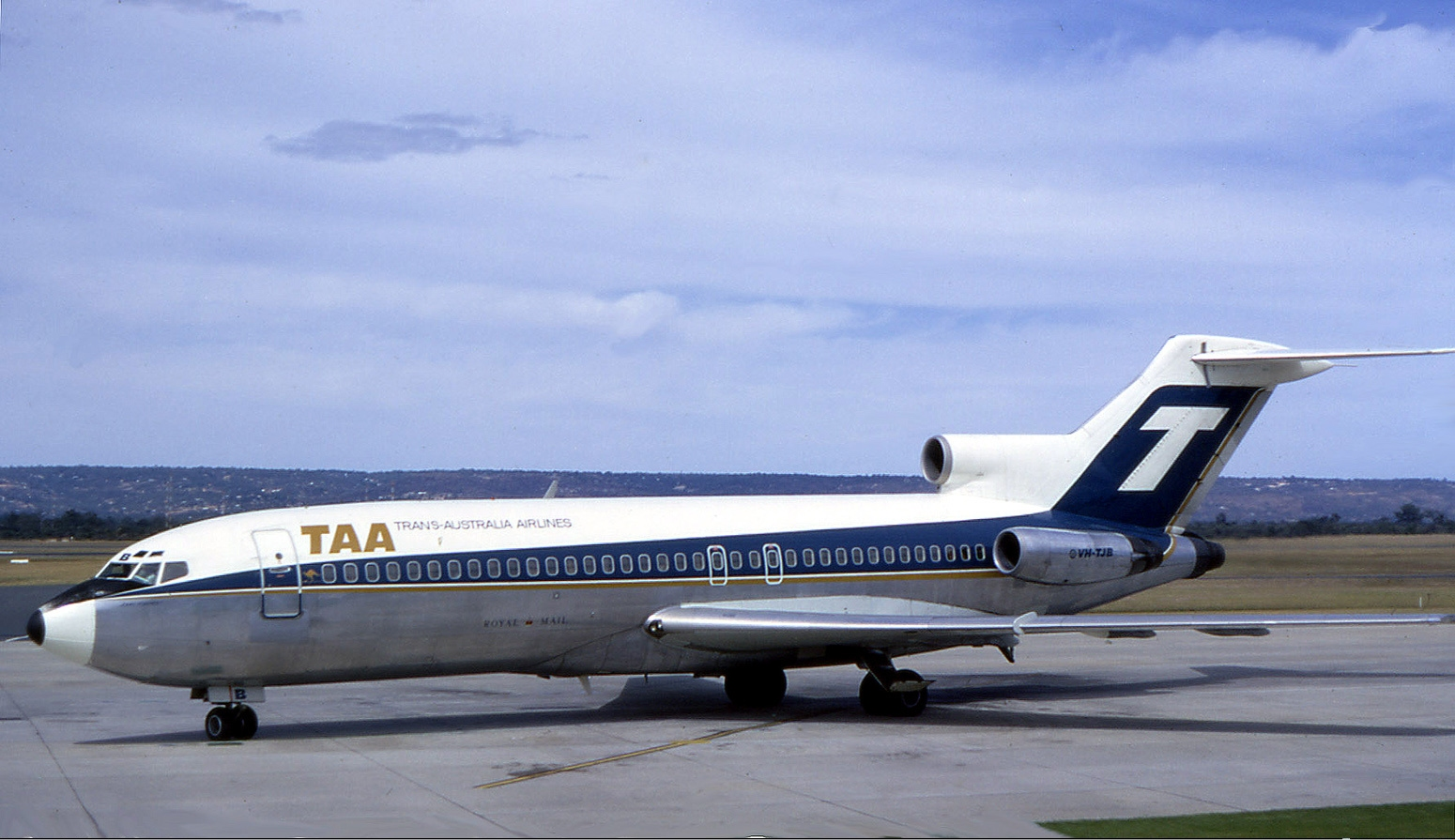
Boeing 727-100 en el aeropuerto de Perth (1971)

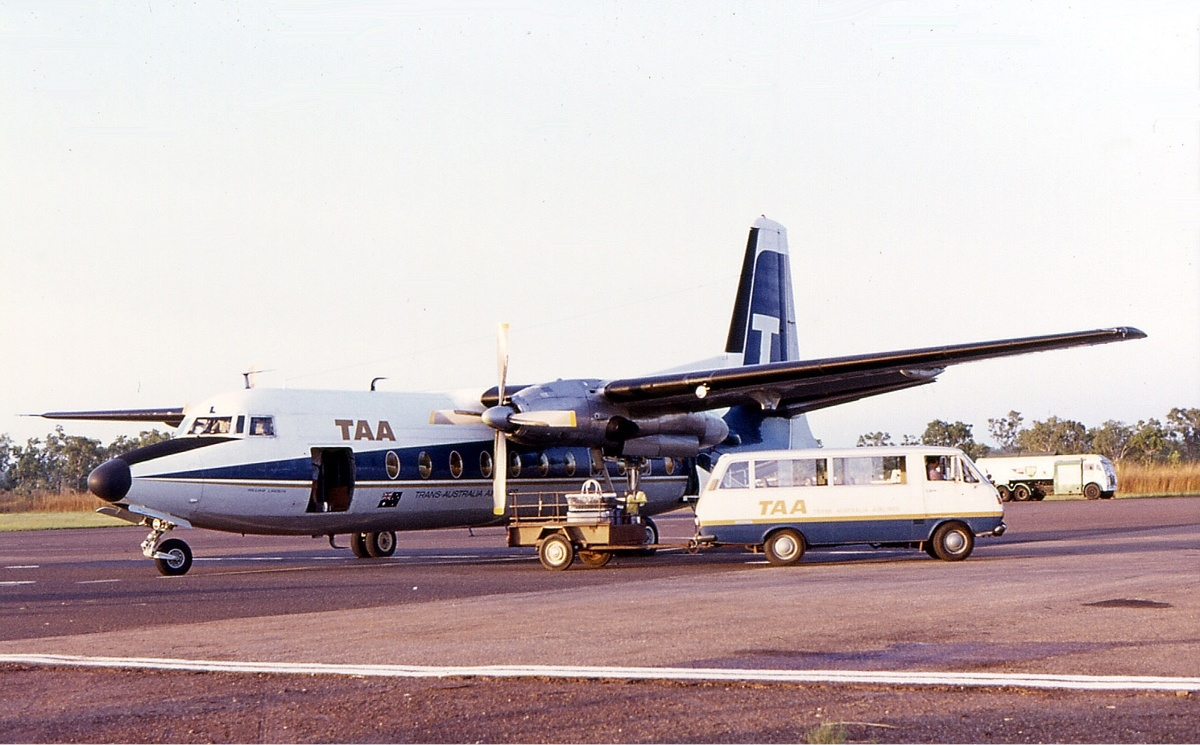
Fokker F27 en el aeropuerto Katherine Tindal en Katherine (1976)

El Electra demostró ser un avión fiable y TAA creció y prosperó continuamente. En la década de 1960, introdujo los Boeing 727-100 y los McDonnell Douglas DC-9 en rutas principales, así como los turbohélices Fokker F27 Friendship en rutas regionales.
A finales de la década de 1960 tenía una red masiva que recorría todo el continente, así como una red interna dentro de Papúa Nueva Guinea y vuelos desde Darwin a Baucau en el Timor portugués. En ese momento, la librea de la aerolínea era la famosa "T" blanca sobre una cola azul, conocida como "El look de los años 70". Uno de los anuncios televisivos más memorables de la época fue el jingle "Arriba, arriba y lejos, con TAA, el camino amigable y amigable", cuya letra y música eran una variación de la canción de 1967 "Up, Up and Away", escrita por Jimmy Webb y también utilizado por la aerolínea estadounidense Trans World Airlines.

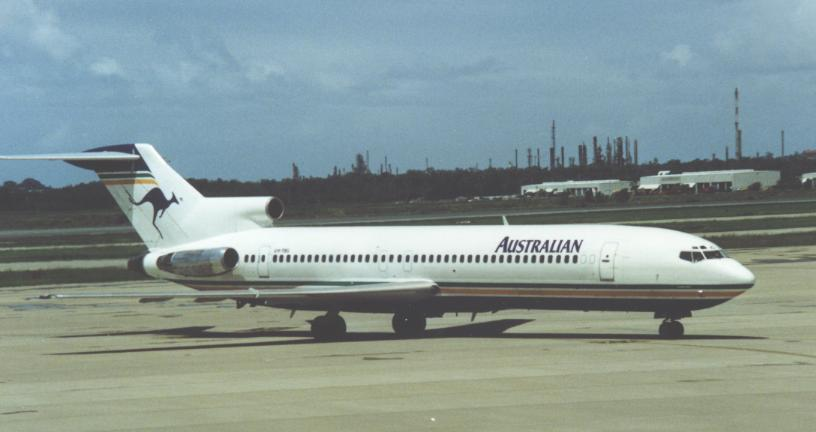
Boeing 727-200 de TAA en el aeropuerto de Brisbane (1992)

En la década de 1970 se produjo una mayor expansión y se adquirieron 727-276 más grandes (simultáneamente con Ansett). Una vez más los términos de la introducción estuvieron restringidos por la Política de Dos Aerolíneas. En 1974, TAA adquirió una participación mayoritaria en Great Keppel Island. En julio de 1975, en sociedad con Mayne Nickless, formó el operador de autocares AAT Kings. En 1978, se compró la empresa de alquiler de coches Kay-Hertz en sociedad con Mayne Nickless. En diciembre de 1980, TAA comenzó a operar un servicio de Hobart a Wellington en Nueva Zelanda con un número de vuelo de Qantas.

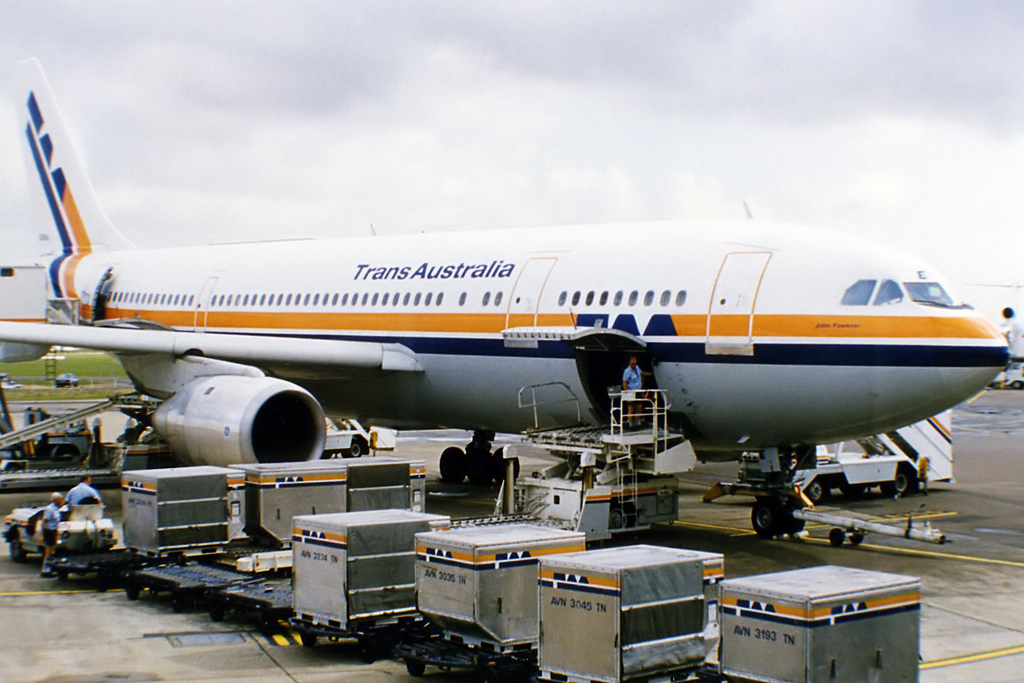
Airbus A300 en el aeropuerto de Brisbane (1994)

La política de dos aerolíneas se relajó ligeramente a principios de los años 1980, cuando TAA pudo introducir el Airbus A300B4, mientras que Ansett optó por comprar el Boeing 767. El A300 fue en su momento un avión revolucionario para la industria aérea nacional, ya que era un Aviones de fuselaje ancho (doble pasillo). Proporcionó una capacidad adicional significativa en la red troncal de la costa este y hacia Perth. En 1986, Trans-Australia Airlines pasó a llamarse 'Australian Airlines' y el canguro volvió a su librea. Su nueva imagen coincidió con una campaña televisiva muy exitosa y popular: "Deberías vernos ahora", "Face To Face" y "The Way We Do The Things We Do" se convirtieron en los nuevos temas musicales de la compañía.

### Cambio de marca
En 1986, después de un cambio de dirección de la aerolínea, el nombre Trans-Australia Airlines se abandonó de forma controvertida en favor de Australian Airlines. Asociado con este cambio de imagen había una nueva librea para los aviones de las aerolíneas, que llevaban el título "australiano".
Australian Airlines fue el patrocinador de viajes de los programas de televisión Neighbours, Wheel of Fortune y Sale of the Century entre finales de 1987 y 1994.
Entre 1980 y la fusión con Qantas, los equipos seleccionados que participaban en el Campeonato Australiano de Turismos llevaban las insignias de Trans Australian Airlines (TAA) y Australian Airlines, y de 1985 a 1990 el equipo de comentaristas de Seven Network utilizó la aerolínea para viajar entre los estados para asistir a los distintos lugares de carreras.
A finales de la década de 1980, el gobierno comenzó a avanzar hacia la desregulación de la aviación nacional. La desregulación entró en vigor en octubre de 1990.Una consecuencia de este cambio inminente fue la disputa de los pilotos australianos de 1989. Como resultado de una prolongada supresión salarial, esta disputa provocó la dimisión de la mayoría de la tripulación aérea de Australian Airlines y la estructura básica de la aerolínea cambió para siempre. El gabinete de Hawke no sólo alentó a las compañías aéreas a emplear "rompehuelgas" extranjeros, sino que fue aún más lejos y optó por pagar a los pilotos recién contratados con cargo al erario público.

### Recesión
A principios de la década de 1990 cambió la cara de los viajes aéreos nacionales en Australia. El Gobierno Federal, aunque técnicamente había desregulado el sector de la aviación nacional, hizo prácticamente imposible que el nuevo entrante Compass Airlines tuviera éxito. En 1987, el gobierno de Hawke anunció que las terminales aéreas nacionales de entonces propiedad del gobierno serían efectivamente privatizadas y arrendadas a las dos aerolíneas nacionales. A Compass, una amenaza para el duopolio TAA/Ansett, se le concedió un acceso muy limitado a las instalaciones de la terminal.
En el aeropuerto de Sídney, a las dos principales aerolíneas se les había otorgado efectivamente la propiedad absoluta de sus dos terminales separadas. Posteriormente, la Corporación Federal de Aeropuertos compró la terminal de Ansett cuando quebró en 2002. Cualquier tercera aerolínea que operara allí tenía que conformarse con las instalaciones de las aerolíneas regionales. En otros aeropuertos, las dos compañías aéreas alquilaron terminales en su mayoría vacías e instalaron ellos mismos todo el equipamiento operativo. Las autoridades del aeropuerto aceptaron con entusiasmo el dinero del arrendamiento de Compass sin proporcionar casi espacio en sus terminales.
El gobierno asignó a la nueva y ambiciosa aerolínea cuáles eran claramente las peores puertas, en las secciones menos deseables de las terminales nacionales de todo el país (en algunos casos, se utilizaron cabañas de Atco) y tuvo que operar desde la terminal internacional del aeropuerto de Perth. Como resultado de los gravámenes impuestos sobre el avión Compass (debido a un supuesto impago de los gastos de transporte aéreo), la Autoridad de Aviación Civil del gobierno provocó efectivamente el cierre de Compass el 20 de diciembre de 1991, cinco días antes de lo que habría sido la inmensamente rentable fiesta de Navidad. período de viaje. Un plan aparentemente bien orquestado hizo que los aviones Compass salieran rápidamente del país y, con ellos, potencialmente la desaparición de un sector de la aviación nacional verdaderamente desregulado.
Ansett y TAA/Australian fueron los únicos participantes restantes, en efecto, una vez más una política de facto de dos aerolíneas. A lo largo de este período de transformación y desregulación, Australian Airlines continuó su exitosa trayectoria al registrar ganancias saludables, aumentar el número de pasajeros y obtener mucho favor de sus pegadizos comerciales de televisión. Aunque la fusión con Qantas se consideró inevitable para darle a esta última una red nacional (y reactivar sus resultados), muchos ex empleados de Australian Airlines (TAA) y el público en general lamentaron la pérdida de esta icónica marca australiana.

### Adquisición por Qantas
Aunque Compass fue controvertida y tal vez inevitablemente obligada a cerrar, los días de Australian y los de Ansett estaban contados: la decisión se había tomado a nivel del Gobierno Federal de ofrecer a la venta las dos compañías de propiedad estatal, Qantas y Australian. Australian Airlines fue la primera en ser ofrecida, pero rápidamente fue adquirida por Qantas, que ofreció 400 millones de dólares para comprar la aerolínea nacional. Entonces Qantas decidió fusionar la aerolínea en su red. Posteriormente, el gobierno ofreció toda la operación fusionada a bolsa, después de vender una participación fundamental del 25% a British Airways, devolviendo a Qantas al mercado de valores después de haber estado ausente de la cotización desde 1947.
Qantas adquirió Australian Airlines el 14 de septiembre de 1992, en preparación para su cierre el 30 de abril de 1994.Después de la fusión, el código de cliente '76' de TAA/Australian Boeing fue reemplazado por el código de cliente '38' de Qantas para todas las entregas posteriores de aviones Boeing, comenzando con el Boeing 737-838.
La mayor parte de la marca Australian Airlines fue eliminada durante la fusión y reemplazada por la marca Qantas; por ejemplo, el Flight Deck Lounge de Australia se convirtió en The Qantas Club. La única identidad de marca que queda de Australian Airlines: The Australian Way (a bordo): pasó a llamarse The Qantas Magazine en 2016.

### Renacimiento
En octubre de 2002, Qantas revivió la marca Australian Airlines como una aerolínea de servicio completo, apuntando al mercado de ocio de bajo costo y volando principalmente desde Cairns y Bali. Esta aerolínea se disolvió en 2006 y sus activos fueron absorbidos nuevamente por el grupo Qantas.

### Museo TAA
Actualmente, Qantas asigna espacio en sus instalaciones de capacitación del Aeropuerto Oeste (anteriormente Centro de capacitación de vuelo de TAA/Australian Airlines) para el Museo TAA. El museo exhibe artefactos de la vida de TAA/australiano, incluidos artículos de servicio, uniformes, anuncios y fotografías, y está abierto al público durante la semana.

## Flota histórica
| Aeronaves                            | Total | Introducido | Retirado | Matrículas |
| ------------------------------------ | ----- | ----------- | -------- | --- |
| Airbus A300                          | 5     | 1981        | 1993     | VH-TAA, VH-TAB, VH-TAC, VH-TAD y VH-TAE |
| Boeing 727-100                       | 8     | 1964        | 1984     | VH-LAP, VH-TJA, VH-TJB, VH-TJC, VH-TJD, VH-TJE, VH-RMS y VH-TJF |
| Boeing 727-200                       | 15    | 1972        | 1993     | G-BPNS, VH-TBG, VH-TBH, VH-TBI, VH-TBJ, VH-TBK, VH-TBL, VH-RMZ, VH-TBM, G-BHNF, VH-TBN, VH-TBO, VH-TBP, VH-TBQ y VH-TBR |
| Boeing 737-300                       | 20    | 1986        | 1993     | YU-AND, VH-TAF, VH-TAG, VH-TAH, VH-TAI, VH-TAJ, VH-TAU, VH-TAV, VH-TAW, VH-TAY, F-GFUA, YU-ANJ, G-BOLM, OO-LTA, HB-IIA, G-MONP, OE-ILG, VH-TJA, VH-TJC y VH-TJD |
| Boeing 737-400                       | 16    | 1990        | 1993     | VH-TJE, VH-TJF, VH-TJG, VH-TJH, VH-TJI, VH-TJJ, VH-TJK, VH-TJL, VH-TJM, VH-TJN, VH-TJO, VH-TJP, VH-TJQ, VH-TJR, VH-TJS y VH-TJT |
| Boeing 757                           | 2     | 1989        | 1990     | G-MOND y G-DRJC |
| Bristol 170 Freighter                | 2     | 1961        | 1968     | VH-TBB y VH-TBA |
| Convair CV-240                       | 5     | 1948        | 1959     | VH-TAO, VH-TAP, VH-TAQ, VH-TAR y VH-TAS |
| De Havilland DH.84 Dragon            | 1     | 1949        | 1955     | VH-ASU |
| De Havilland Canada DHC-3 Otter      | 2     | 1960        | 1961     | VH-SBQ y VH-SBS |
| De Havilland Canada DHC-6 Twin Otter | 12    | 1966        | 1980     | VH-TGR, VH-TGS, VH-TGT, VH-TGU, VH-TGV, VH-TGW, VH-TGX, VH-TGY, VH-TGF, VH-TGG, VH-TGH y VH-TGI |
| De Havilland Canada Dash 8           | 1     | 1989        | 1993     | VH-TQO |
| Douglas DC-3                         | 31    | 1946        | 1974     | VH-AER, VH-AES (rrg. VH-SBA), VH-AEP, VH-AEQ, VH-AEO, VH-AEX, VH-AEU, VH-AEV, VH-AFA, VH-TAN, VH-AEZ, VH-AFA, VH-AEY, VH-TAI, VH-TAH, VH-TAF, VH-SBC, VH-TAY, VH-TAE, VH-SBD, VH-TAW, VH-TAG, VH-TAT, VH-TAJ, VH-TAK, VH-TAU, VH-TAV, VH-TAM, VR-NCK, VH-SBH y VH-SBW |
| Douglas DC-4                         | 8     | 1946        | 1970     | VH-TAG, VH-TAC, VH-TAF, VH-TAA, VH-TAE, VH-TAD, VH-TAB y VH-TAC |
| Douglas DC-6                         | 3     | 1953        | 1966     | VH-TBA, N6120C y VH-INH |
| Embraer EMB-110 Bandeirante          | 1     | 1989        | 1991     | VH-FCG |
| Fokker F27 Friendship                | 23    | 1959        | 1987     | VH-TFA, VH-TFB, VH-TFC, VH-TFD, VH-TFE, VH-TFF, VH-TFG, VH-CAV, VH-CAT, VH-TFI, VH-TFJ, VH-TFK, VH-TFH, VH-TFW, VH-TFL, VH-TFM, VH-TQN, VH-TQO, VH-TQP, VH-TQQ, VH-TQR, VH-TQS y VH-TQT                                                                               |
| Lockheed L-188 Electra               | 4     | 1959        | 1972     | VH-TLA, VH-TLB, VH-TLC y VH-ECD |
| McDonnell Douglas DC-9               | 12    | 1967        | 1989     | VH-TJJ, VH-TJK, VH-TJL, VH-TJM, VH-TJN, VH-TJO, VH-TJP, VH-TJQ, VH-TJR, VH-TJS, VH-TJT y VH-TJU |
| Piper PA-23 Aztec                    | 2     | 1964        | 1966     | VH-TGP y VH-TGQ |
| Vickers Viscount                     | 18    | 1954        | 1970     | VH-TVA, VH-TVB, VH-TVC, VH-TVD, VH-TVE, VH-TVF, VH-TVG, VH-TVH, VH-TVI, VH-TVJ, VH-TVK, VH-TVL, VH-TVO, VH-TVR, VH-TVM, VH-TVN, VH-TVR y VH-TVS |